# Californialira
Californialira (Puffinus opisthomelas) är en fågel i familjen liror som förekommer utanför västra Mexiko, utanför häckningstid även norrut till centrala Kalifornien. Tidigare behandlades den som underart till mindre lira.

## Utseende
Californialiran är en medelstor (34 cm) lira med brunsvart ovansida och smutsvit undersida. Övergången från brunt till vitt på huvudsidan är ej markant. Ett otydligt bröstband kan förekomma tvärs över bröstet. Undre stjärttäckarna är storbruna och "låren" brunaktiga. Inget vitt sträcker sig upp på övergumpen. Socorroliran som den delar utbredningsområde med är mindre med snabbare vingslag, mer kontrastrikt svartvit fjäderdräkt och vita fläckar på flankerna.

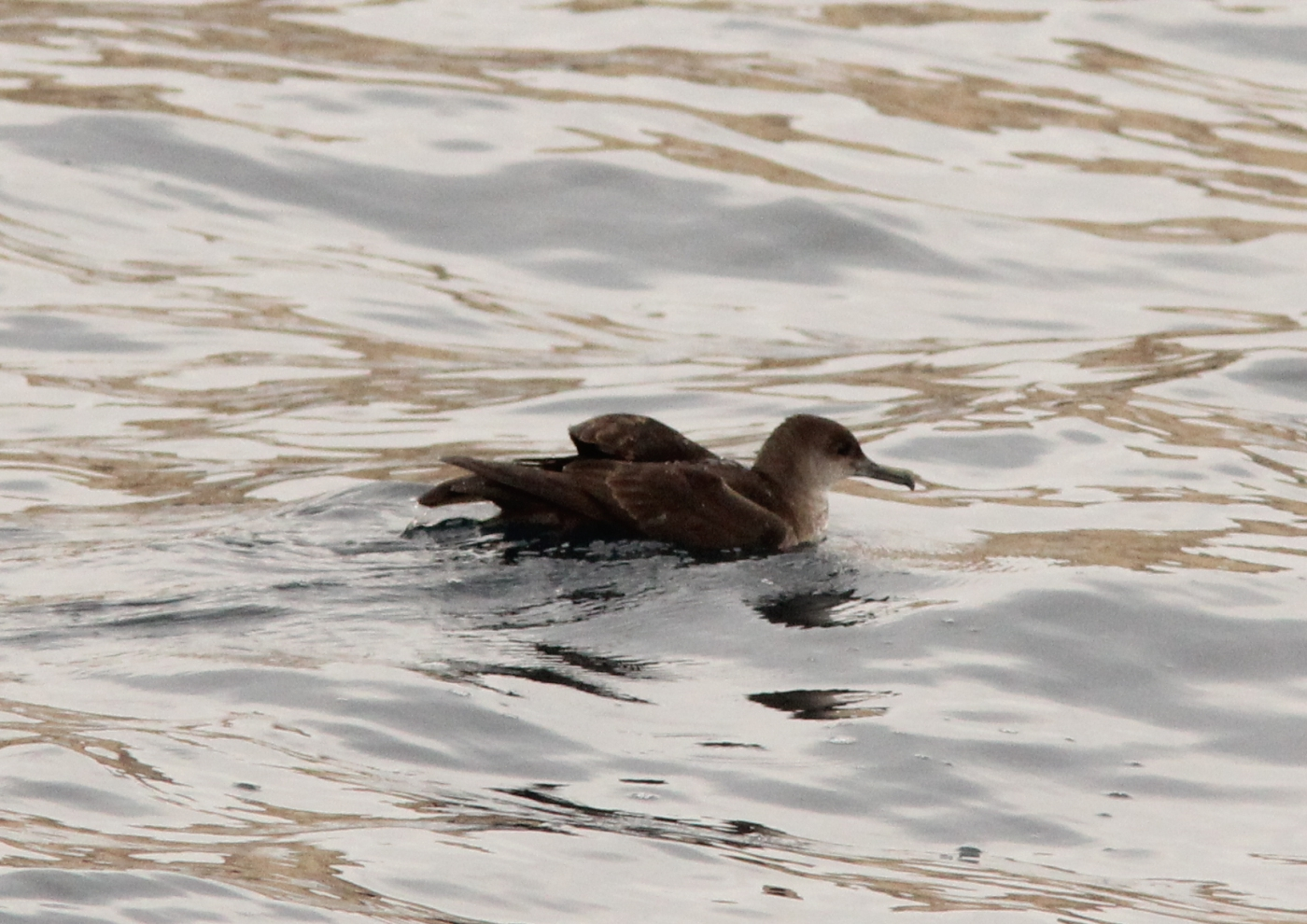

## Utbredning och systematik
Fågeln häckar på öar utanför Baja Californias västkust. Utanför häckningstid lever den pelagiskt i omkringliggande mexikanska vatten, men noteras så långt norrut som centrala Kalifornien i USA, sällsynt även till British Columbia i Kanada. Tidigare behandlades den som underart till mindre lira (Puffinus puffinus).

## Levnadssätt
Arten häckar i bohålor i sand eller i klippskrevor. Den är ovanligt stationär och tillbringar minst tio av årets månader i kolonin som den besöker nattetid för att undvika predation från västtrut och korpar. Äggen läggs i mars, med kläckning från början av maj. Födan består av mestadels av stimlevande fisk, framför allt Engraulis mordax och Sardinops sagax.

## Status
Californialiran har minskat i antal tidigare på grund av vägbyggen och predation från katt. Dessa hot har nu försvunnit och beståndet tros nu vara stabilt. Eftersom californialiran likt många havsfåglar har en lång livscykel behåller internationella naturvårdsunionen IUCN arten än så länge i kategorin nära hotad. Världspopulationen uppskattas till mellan 200 000 och 300 000 vuxna individer.